# Iulian Dumitrescu

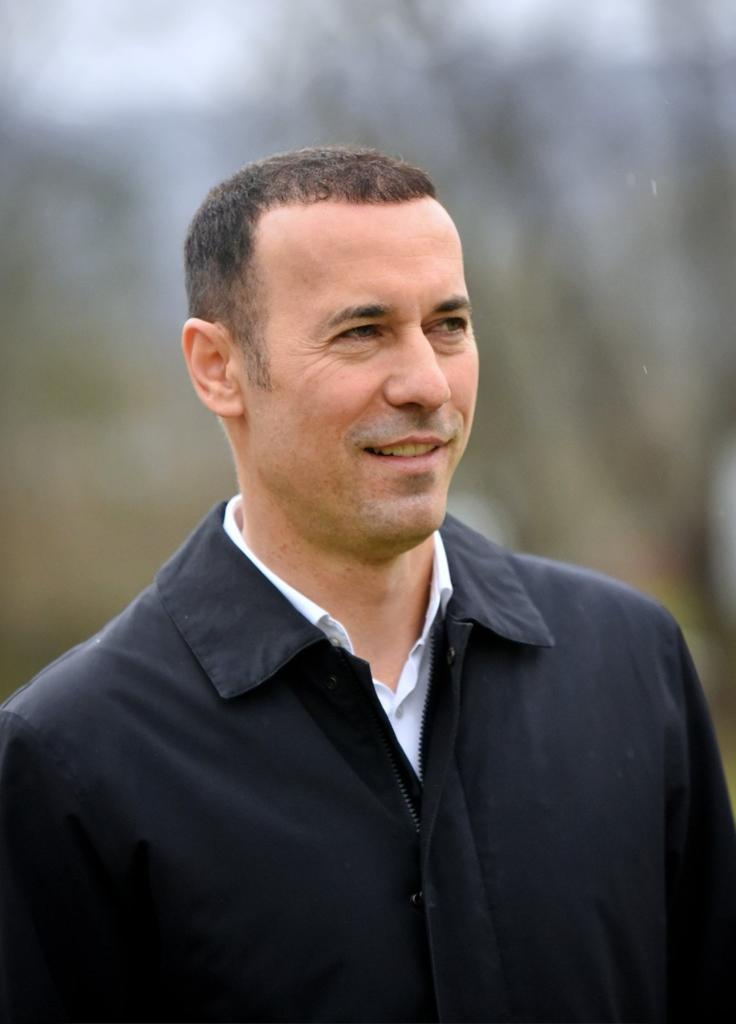

Iulian Dumitrescu (n. 12 mai 1972, Vălenii de Munte, România) este un politician român, ales președinte al Consiliului Județean Prahova din partea PNL în 2020, după ce a fost senator de Prahova în mandatul 2016-2020 și senator de Călărași în mandatul 2012-2016 din partea aceluiași partid.

## Studii
În anul 2013 a absolvit Programele "Senior Executives in National and International Security" și "Senior Managers in Government" la Harvard Kennedy School of Government, Harvard University, Boston. Aceste cursuri extra-curriculare de o săptămână nu sunt fac parte dintr-un program de studii superioare.
În 2010 a absolvit "General Management Program"  la Harvard Business School, Harvard University, Boston, SUA.
În 2008-2009 participă la un Curs introductiv de siguranță națională organizat de Colegiul Național de Apărare, Universitatea Națională de Apărare ”Carol I”.
În 1995 a absolvit Facultatea de Ingineria Materialelor, Universitatea Politehnică București, iar în 1998 a obținut încă o licență, de această dată la Facultatea de Contabilitate și Informatică de Gestiune, Academia de Studii Economice din București.

## Experiență profesională
În perioada 2001-2003, a deținut funcția de director general la Delta Contconsult, între 2003 și 2008 a fost director general la DG Grup.  

## Activitate politică
În 2020, a fost ales președinte al Consiliului Județean Prahova, după ce anterior a fost senator de Prahova, după ce a fost senator de Prahova în mandatul 2016-2020 și senator de Călărași în mandatul 2012-2016 din partea aceluiași partid. În 2017-2018, a fost liderul Grupului Parlamentar al Partidului Național Liberal din Senat.